# 바다의 전설 장보고
《바다의 전설 장보고》는 2002년 상반기에 방영된 해상 액션 애니메이션으로 KBS와 서울무비가 공동 제작했다. 남북국 시대신라에 청해진을 설치했던 장보고를 미래의 상황을 중심 소재로 기획 및 제작한 국내 제작 애니메이션이다.

## 줄거리
지구 연합 정부가 수립된 지 10년이 지난 2050년의 지구는 외형적으로는 평화를 맞이하고 있었지만 대규모 자본을 바탕으로 형성된 마피아들의 횡포에 시달리고 있었다.
메가 시티 뉴홍콩을 근거지로 하는 에이전시 청해진의 리더인 장보고는 최신예 잠수함 시 드래곤(Sea Dragon)의 캡틴이기도 하다. 장보고는 바다를 무대로 활동하면서 마피아들의 횡포로부터 선량한 시민들을 보호하고 도와주는 역할을 수행한다.
지구 연합 정부는 지구와 인류를 살리기 위한 대체 에너지 자원을 연구하던 도중에 신라 태종무열왕 시대의 유물에서 놀라운 사실을 밝혀낸다. 신라 시대에 동아시아를 주름잡았던 태종무열왕 시대의 황금배는 지구의 미래를 좌우할 새로운 에너지 자원이 매장되어 있었다. 이 소식을 접한 마피아들은 지구 연합 정부의 계획을 파악하고 황금배를 차지하기 위해 나서게 된다.
황금배가 난파된 곳으로 추정되는 지역을 중심으로 신비한 각종 유물들이 등장하면서 황금배의 실체가 하나씩 공개된다. 장보고는 전설적인 보물 사냥꾼인 멜 핍스를 구하면서 세라피스라고 불리는 신비한 목걸이를 받게 된다. 장보고는 멜 핍스와의 만남을 통해 황금배를 찾기 위해 나섰다. 지구 연합 정부는 황금배를 보호하기 위한 차원에서 장보고에게 황금배 수색 명령을 내리게 된다.
한편 지구 연합 정부의 고위 관료이자 마피아들의 수장인 로하임은 장보고를 추적하고 있었다. 장보고가 갖고 있던 유물이 황금배의 미스터리를 푸는 열쇠라는 사실을 안 로하임은 장보고를 제거하려는 계획을 세우게 된다. 이 과정에서 과거 로하임에 의해 인간 병기로 키워졌던 아픈 과거를 지닌 정연이 장보고를 살리기 위해 나서게 된다.

### 방송 일시
| 방송 채널 | 방송 기간                | 방송 시간 |
| --------- | ------------------------ | --------- |
| KBS 2TV   | 2002년 2월 1일 ~ 8월 2일 | 종료      |

## 등장 인물
- 장보고
- 정연
- 비란
- 버드
- 마담손
- 유나
- 진오
- 젠
- 나한
- 록
- 로하임
- 쿨리오
- 리시드
- 킬러 X
- 연합 정부 국장

### 목소리 출연
- (고)김일 : 장보고

- 홍시호 : 정연
- 서혜정 : 비란
- 서문석 : 버드
- 최문자 : 마담손, 쿨리오
- 오길경 : 유나
- 김혜미 : 진오
- 손정아 : 젠
- (고)최병상 : 나한
- (고)김병관 : 록, 연합 정부 국장
- 홍승섭 : 로하임
- 강구한 : 리시드
- 성완경 : 킬러 X
- 서문석
- 김창주
- 임성표
- 성수경
- 차명화
- 김수중
- 김우정
- 정현경
- 함수정
- 김승태
- (고)김관진
- 유해무
- 최수민

## 제작진
- 편성기획 : 장해랑
- 책임프로듀서: 김광태
- 시나리오: 강선희
- 아트디렉터: 주영삼
- 캐릭터 디자인: 김재훈
- 배경 디자인: 손영태, 이상국, 이성화
- 메카 디자인: 주영삼
- 소도구 디자인: 김민수
- 배경 KEY 디자인: 이봉미, 강현주
- 색지정: 양민아
- 콘티: 임경원, 고승현, 박병산, 김완수, 이의구
- 원화연출: 이찬웅, 이종경, 최기석, 김광용, 임경원, 이호세
- 원화
이찬웅(염경덕, 김용일, 박재익, 원희진, 박종일, 강희철, 강태식, 이철웅)
이종경(김준환, 임채길, 정종만, 양성원, 권용상, 안해경, 박소영, 윤상훈, 박수영)
최기석(김재용, 김성섭, 최희용, 김홍근, 백승찬, 임승한, 백현희)
김광용(이병웅, 최주경, 장경아, 정세정, 정경아)
임경원(김경자, 황경숙, 김준래, 장수경, 전상훈, 신숙영, 김성희, 이영선)
- 원화작감: 김성한, 강현모
- 동화작감: 오현경(동화 1실), 이채원(동화 2실), 김진영(임프동화), 지영희(원우동화), 조현주(메인동화)
- 동화
동화 1실: 양은희, 이경옥, 박예란, 이혜정, 신광일, 서혜원, 김효진, 이지혜, 유승자, 김민애, 신선아, 고혜정
동화 2실: 김보석, 최윤희, 임현정, 김진경, 조현애, 조경주, 천진희, 윤상희, 하현림, 이현시, 장복순
임프동화: 오종순, 장동운, 임상미, 최선실, 박상우, 임재환, 엄인수, 김현숙, 윤기영, 고기진, 김지연, 이종필
메인동화: 전경순, 공지숙, 허진화, 김은선, 변영자, 석기훈, 김재윤, 황혜성
원우동화: 허경숙, 이은미, 양정희, 정지은, 장민조, 신선옥, 박효정, 한진옥
- 화이널：오세훈, 정영선, 송선화
- 디지털 배경 팀장: 강남우, 김미경
- 디지털 배경
레타스：윤희, 전미숙, 강남우, 김해성, 박소영, 이윤숙, 홍우정, 김은숙
예림：최미영, 박선영, 양은정
- 디지털 스캔: 심재동, 인철현
- 디지털 채색
(원우) 정수연, 전광민, 차미영, 서미화, 인철현, 장남옥, 유인숙, 김애란
(정립애니벨리 -툰즈) 김동욱, 김미화, 김윤수, 안성관, 유재홍, 조은주, 최인옥, 지옥현, 임선미, 차현순
- 디지털 촬영
(레타스) 남궁의정, 강은희, 권미애, 조영란, 김은희, 임현희, 김정민, 김수경, 문정인, 양은정, 임현희
(툰즈) 허진호, 김효진, 조희원, 정영미, 안선혜, 이성애, 최은영, 서인아, 이연희
- 편집: 윤철희, 이정재
- CG 팀장: 김대진
- 3D CG: 김성국, 이수현, 김휘태, 김주용, 민병승, 손주환, 이혜원, 박상구, 서상훈, 하진용, 현진영, 김형성, 박순준, 정재훈, 채지희, 김인숙, 김소현
- 디지털 감독: 김영호, 이윤경
- 제작 팀장: 박철
- 제작담당: 오도윤, 김성남, 이상운, 이대응
- 녹음: 나라 에이브이(NARA AV) 김희집
- 오프닝 주제가 작사: 김주희
  - 작곡, 편곡: 방용석
  - 가수: 박완규
- 엔딩 주제가 작사: 이선화
  - 작곡, 편곡: 방용석, 김준휘
  - 가수: 박기영
- 오디오제작: 헐리웃매너(HOLLYWOOD MANNER)
- 오디오 디렉터: 방용석
- 오디오 프로듀서: 오재희
- 사운드 디자인: 김상아, 성재현
- 사운드 엔지니어: 신석훈
- 그래픽디자인: 임창욱
- 문자그래픽: 오윤정
- 종합편집: 김영관, 유운모
- 홈페이지 제작: 최범성
- 홍보: 남철우
- 프로듀서: (고)민영문, 신동조, 이강민
- 제작: KBS, (재)해상왕장보고기념사업회, (주)서울무비

## 참고 사항
- 본 애니메이션의 시청층이 만 12세 이상으로 설정된 이른바 '하이타겟' 작품인데도 불구하고, 평일 오후 5시 30분에 방영함으로써 주 시청자층인 청소년들의 접근을 '원천봉쇄'하고 있다는 수 많은 네티즌들의 주장이 계속 거세면서, 10대 청소년을 대상으로 하는 애니메이션들을 어린이 시청 시간대에 생색내기식으로 편성함으로써 불필요한 편집을 강행하여 작품성까지 훼손되고 있다는 지적이 일고 있었다. 당시, KBS 편성본부 애니메이션 운영사업팀의 장해랑 팀장의 인터뷰에서, "방송 시간대가 너무 이르다는 지적이 있기는 하지만, KBS가 야심차게 준비한 국내 제작 애니메이션 '바다의 전설 장보고'의 시청 등급이 '12세 이상 시청가' 프로그램으로 분류하고 있는데, 이는 어린이 연령층 일부와 청소년 연령층이 모두 볼 수 있는 수준의 프로그램으로 판단되어, 어린이 시간대와 청소년 시간대의 명확한 구분이 어려운 실정이다. 따라서, 어린이와 청소년들의 생활패턴이 개개인마다 각기 달라지고 있는 현실 속에서, 만화 및 영화 프로그램은 시청 시간대에 못지 않게 각 프로그램마다 시청 가능 연령 등급을 의무적으로 표시하고 있지만, 본 프로그램을 4월 22일부터 기존의 5:30에서 6:00로 이동 배치한 것도 보다 많은 시청자들이 시청할 수 있도록 하기 위한 노력의 일환으로, KBS로서는 최대로 배려한 편성이었다"라고 설명하였다.

## 방영 목록
| 화차       | 주제               | 방송 일자      |
| ---------- | ------------------ | -------------- |
| 1화        | 에이전트 장보고    | 2002년 2월 1일 |
| 2화        | 꼬마해커 젠        | 2월 8일        |
| 3화        | 황금배의 전설      | 2월 15일       |
| 4화        | 인도양 백상어 아킴 | 2월 22일       |
| 5화        | 다이버의 작은 소망 | 3월 1일        |
| 6화        | 수수께끼의 상자    | 3월 8일        |
| 7화        | 특별한 생일선물    | 3월 15일       |
| 8화        | 위성을 지켜라!     | 3월 22일       |
| 9화        | 엄마의 노래        | 3월 29일       |
| 10화       | 위험한 의뢰        | 4월 5일        |
| 11화       | 백신을 찾아라      | 4월 12일       |
| 12화       | 멜 영감님의 지도   | 4월 19일       |
| 13화       | 유령섬의 비밀      | 4월 26일       |
| 14화       | 정연의 오른손      | 5월 3일        |
| 15화       | 제독의 검          | 5월 10일       |
| 16화       | 백상어의 반격      | 5월 17일       |
| 17화       | 골든나이트         | 5월 24일       |
| 18화       | 정글 속의 유적지   | 5월 31일       |
| 19화       | 움직이는 섬        | 6월 7일        |
| 20화       | 장군기를 찾아라    | 6월 21일       |
| 21화       | 로하임의 두 얼굴   | 6월 28일       |
| 22화       | 친구를 위하여      | 7월 5일        |
| 23화       | 황금배의 주인      | 7월 12일       |
| 24화       | 목숨을 건 선택     | 7월 19일       |
| 25화       | 대해전             | 7월 26일       |
| 최종화(26) | 꺼지지 않는 희망   | 8월 2일        |